# 张金麟
张金麟（1936年10月16日—2023年1月9日），河北唐山滦南人，核潜艇总体和动力研究设计专家，中国工程院院士，中国船舶重工集团第七一九研究所总设计师。

## 生平
1955年至1960年，就读于哈尔滨工业大学涡轮机专业，1960年8月毕业。
1960年至1971年，在中国人民解放军海军09造船技术研究室任工程师。1971年至1983年，先后在中华人民共和国第六机械工业部第七研究院715研究所、719研究所，担任副总工程师。
1974年4月加入中国共产党。1983年至1992年，担任中国船舶重工集团719研究所副所长。
1980年代末，被任命为094战略导弹核潜艇总设计师。1992年至1996年，出任中国船舶重工集团719研究所所长。
1996年，出任中国核潜艇工程总设计师。
2007年，当选中国工程院院士。2008年，获授“船舶设计大师”称号。
2023年1月9日，因病逝世，享年86岁。
张金麟是中国核潜艇工程第三任总设计师（第一任总设计师为彭士禄，第二任总设计师为黄旭华），为中国核潜艇研制事业、特别是094战略核潜艇的研制工作，做出了重大贡献。张金麟曾自述深受彭士禄的影响。